# Odorek zieleniak
Odorek zieleniak (Palomena prasina) – gatunek pluskwiaka z rodziny tarczówkowatych.

## Opis
Ciało długości od 12 do 14,5 mm, z wierzchu zielone, trawiastozielone lub oliwkowozielone, jesienią z brązowawym lub czerwonawym odcieniem. Barwy jesienne znikają wiosną po przezimowaniu. Człony czułków drugi i trzeci zbliżonej długości. Przedplecze o brzegach bocznych przed bocznymi kątami prostych lub nieco wklęsłych. Samiec ma brzeg tylny kapsuły genitalnej lekko wcięty. Nazwa owada pochodzi od nieprzyjemnego zapachu, który wydziela z gruczołów zapachowych na śródpiersiu w sytuacji zagrożenia.

## Biologia i ekologia
Spotykany na krzewach i drzewach leśnych, roślinności łąkowej i ruderalnej oraz wśród roślin uprawnych. Zimują osobniki dorosłe, których nowe pokolenie pojawia się zwykle od połowy sierpnia. Żywi się między innymi owocami, w tym malinami, poziomkami, jagodami, wiśniami i owocami jarzębiny.

## Rozprzestrzenienie
Pluskwiak palearktyczny, znany z większości krajów Europy, w tym z Polski.

## Galeria

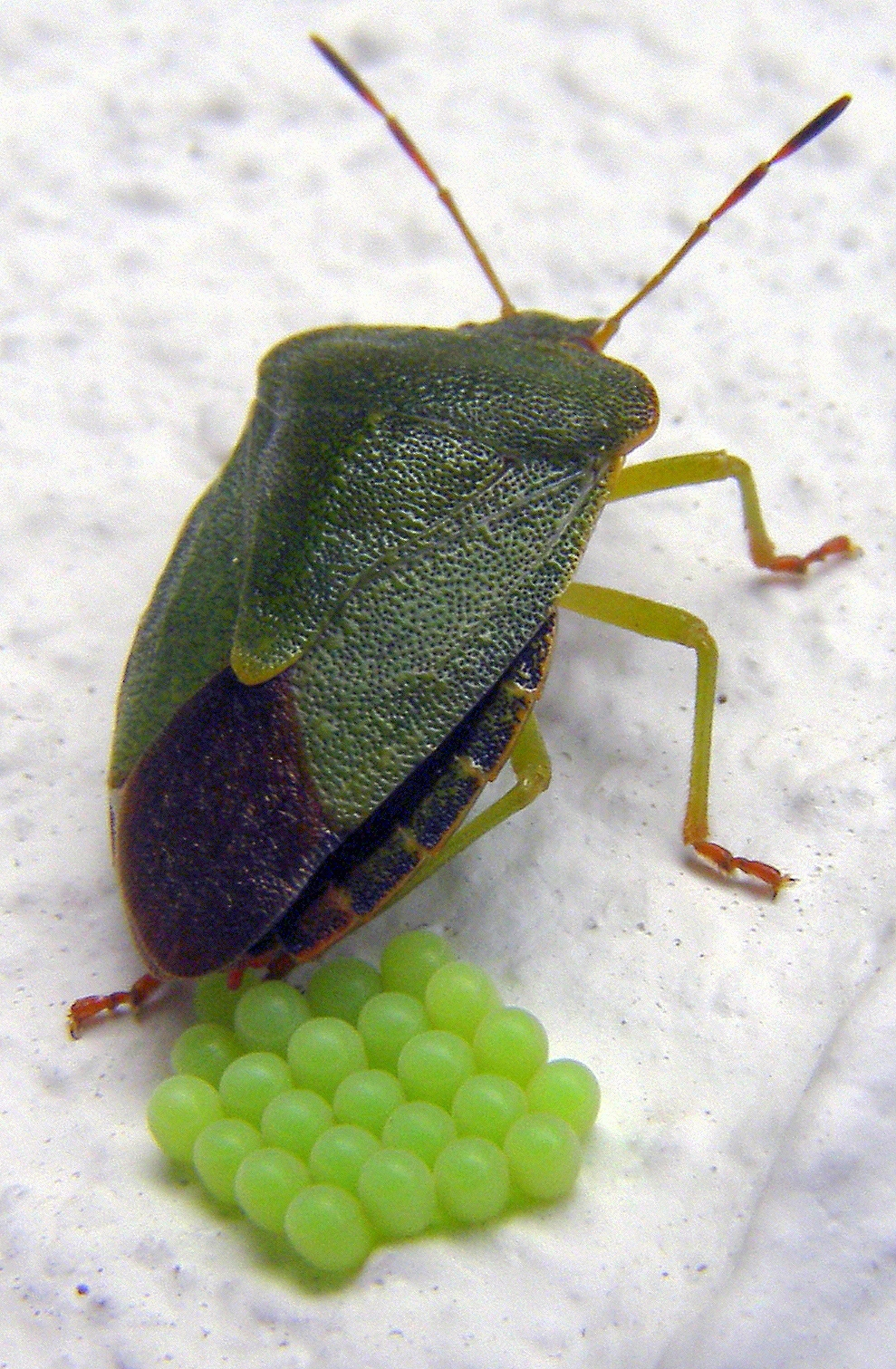
Imago z jajami
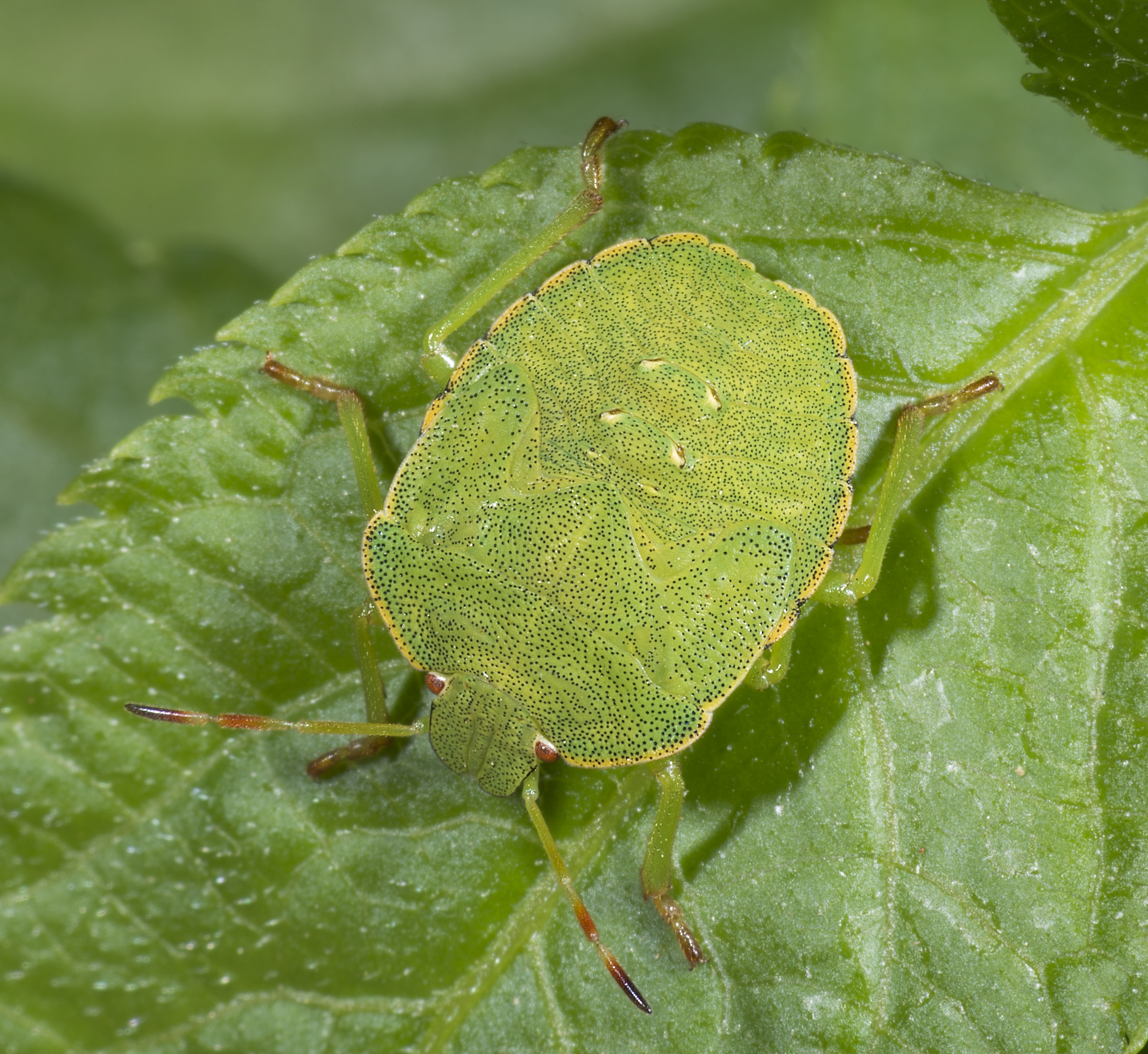
Larwa
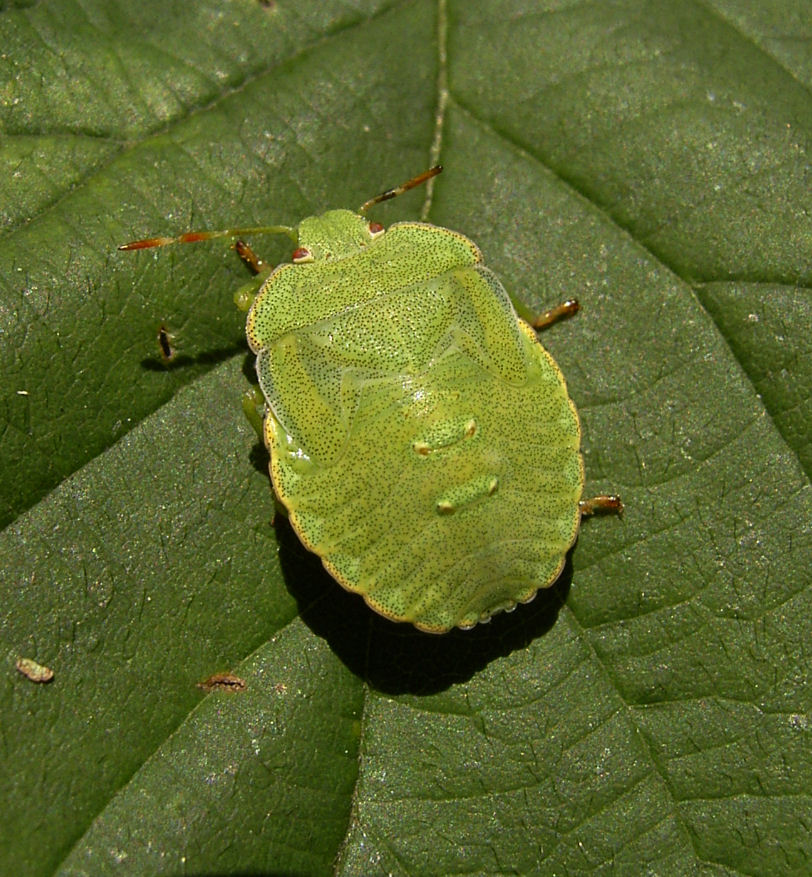
Larwa